# Nikola Stojić
Nikola Stojić (en serbe en écriture cyrillique : Никола Стојић), né le 15 décembre 1974 à Belgrade, est un rameur yougoslave puis serbe.
Il participe aux Jeux olympiques quatre fois consécutivement à partir de ceux de 2000.